# 红亚尔区 (阿斯特拉罕州)
红亚尔区（俄语：Красноярский район）是俄罗斯联邦阿斯特拉罕州下辖的一个区，其行政中心为红亚尔。据2015年统计，该区的人口为36788人。